# 熱硬化性樹脂
熱硬化性樹脂（ねつこうかせいじゅし、英: Thermosetting resin）は加熱により重合する高分子。

## 概要
熱硬化性樹脂 (Thermosetting resin) は、加熱すると重合を起こして高分子網目構造を形成し、硬化して元に戻らなくなる樹脂のこと。 使用に際しては、流動性を有するレベルの比較的低分子の樹脂に硬化剤の添加を行いを所定の形状に整形し、その後加熱・時間経過等により反応させて硬化させる。
熱可塑性樹脂よりも耐熱性が高く、化学結合が強固なためリサイクルは困難で、燃焼（サーマルリサイクル）、化学薬品や超臨界水によりモノマーまで分解するケミカルリサイクルの研究が行われている。

## 熱硬化性樹脂の例
- フェノール樹脂 (PF)
- エポキシ樹脂(EP)
- メラミン樹脂(MF)
- 尿素樹脂（ユリア樹脂、UF）
- 不飽和ポリエステル樹脂 (UP)
- アルキド樹脂
- シリコーン樹脂
- ポリウレタン(PUR)
- 熱硬化性ポリイミド(PI)

他